# Idiodes gerasphora
Idiodes gerasphora är en fjärilsart som beskrevs av Turner 1947. Idiodes gerasphora ingår i släktet Idiodes och familjen mätare. Inga underarter finns listade i Catalogue of Life.